# 山本達雄 (政治家)

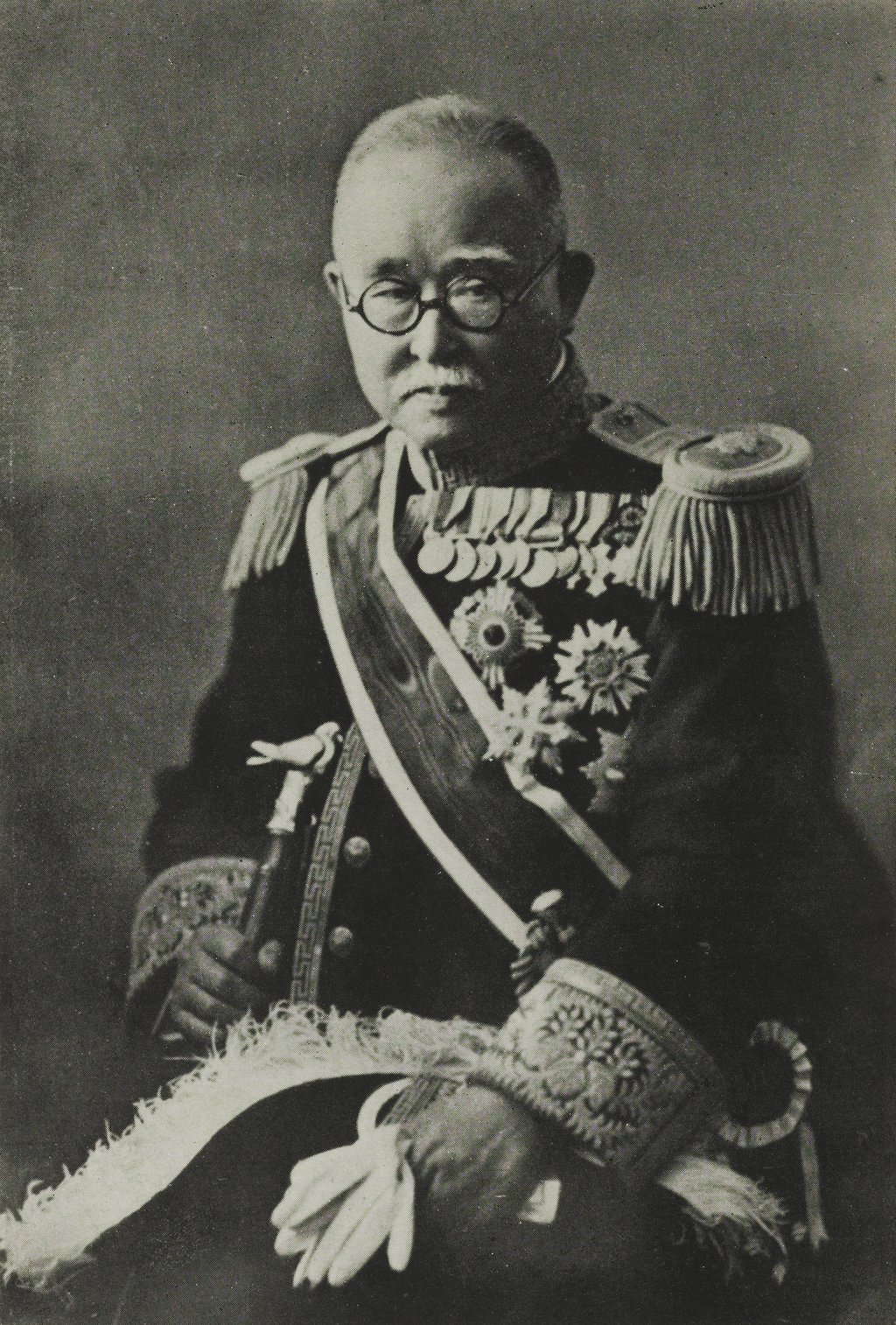
勲一等旭日桐花大綬章を佩用した山本達雄

山本 達雄（やまもと たつお、安政3年3月3日（1856年4月7日） - 1947年（昭和22年）11月12日）は、明治後期から戦前昭和期の日本の銀行家・政治家。43歳で第5代日本銀行総裁に就任後、政界に転じて貴族院議員、日本勧業銀行総裁、大蔵大臣・農商務大臣・内務大臣・立憲民政党の最高顧問を歴任した。政界の長老的存在
。
位階は正二位。勲等は勲一等。爵位は男爵。号は竹渓。

## 生涯
豊後国臼杵藩士・山本確の次男として現在の大分県臼杵市に生まれる。藩校学古館に学び文武に秀で13歳で宗家の養嗣子となるが、実家・養家ともに貧しく、内職で家計を支えた。更に廃藩置県が追い討ちをかけることとなる。17歳で大阪に出て3年間小学校教師をしながら学資を稼ぎ、東京に出て慶應義塾で福澤諭吉に学ぶが、月謝を払うことが出来なかったため慶應義塾で学んだ期間は短かった。そこで当時三菱財閥が経営していた明治義塾（三菱商業学校）に転校し、助教を務めながら学資を稼ぎ、かろうじて卒業した。卒業後、岡山の県立商法講習所の教頭になったが、政治の批判会などを開催し問題を起こし、大阪商業講習所の教頭に転任せざるをえなくなり、そこで教頭として1年勤めたがここでも問題を起こし、三菱商業学校を卒業した関係から1883年（明治16年）に郵便汽船三菱会社（後の日本郵船）に入った。
そこで川田小一郎より才能を認められて幹部候補生となって各地の支店の副支配人を歴任する。
1890年（明治23年）、当時総裁であった川田の要請によって35歳で日本銀行に入行する。1895年（明治28年）には、川田の命により横浜正金銀行の取締役に送り込まれた。更に1896年（明治29年）4月には金本位制実施のための準備のためにロンドンに派遣され、更に翌年にはロンドン滞在中のまま、日本銀行理事に任命された。ところが、1898年（明治31年）10月に日本銀行総裁の岩崎弥之助が辞任すると、山本は突如日本に呼び戻されて第5代総裁に任じられたのである。日本銀行に入ってから8年目の43歳のことであった。
総裁に就任した山本は、当時の日本経済が過熱気味で正貨流出の危惧があり、また政府から日本銀行に対する融資要請が相次いだために、山本は金融の引締めと政府の赤字財政体質の改善を要求して政府の激しい反発を買った。政府は山本に圧力を加えたが、山本は「日本銀行の主体性」を唱えてこれを拒んだ。だが、私学出身で中途採用・入行8年目の山本総裁の誕生に対する日銀内部の反感は根強く、また山本自身も一徹者であったために就任からわずか4ヶ月目に幹部にあたる支店長・局長・理事の大半にあたる11名が辞表を提出して山本の失脚を企てた。だが、山本はすぐに辞表を受理して直ちに人事の刷新を図った。これには内外は騒然としたが、伊藤博文や山縣有朋らは山本の方針を認めたために、山本はそのまま任期切れを迎える1903年（明治36年）まで総裁を続投した。日本銀行総裁退任後の1903年11月20日に貴族院勅選議員となり、1909年（明治42年）には日本勧業銀行総裁に就任した。
その運命を大きく変えたのが、1911年（明治44年）に成立した第2次西園寺内閣において西園寺公望総理に乞われて、財界からの初の大蔵大臣として入閣したことであった。健全財政主義を奉じて日露戦争後の財政立て直しを持論としていた山本は当時の軍部による軍拡に批判的であり、二個師団増設問題を巡って陸軍と衝突して内閣総辞職の原因を作った。だが、以後の山本は西園寺の立憲政友会との関係を強め、大正政変後の第1次山本内閣では政友会の推挙で農商務大臣に就任して、山本の2代後の日本銀行総裁であった高橋是清大蔵大臣とともに財政再建にあたるが、シーメンス事件で志半ばで挫折する。この農商務大臣在任中に正式に政友会に入党した。政友会による本格的な政党内閣である原内閣においても再度農商務大臣を務めた。ところが、この頃より積極財政主義の高橋と健全財政主義の山本の間で意見対立が目立つようになった。この傾向は原敬総理が暗殺されて閣僚はそのままで高橋が政友会総裁として高橋内閣を率いるようになってから一層拍車をかけた。その頃、原の後継者として台頭してきたのは横田千之助と床次竹二郎の2人であったが、横田は高橋を支える路線を取ったため、これに不満を抱く山本と床次は自然と接近するようになる。
1925年（大正14年）、第2次護憲運動への政友会の参加問題を巡って、参加に反対する床次は政友会を離脱した。山本もこれに同調し、中橋徳五郎・元田肇・鳩山一郎らも加わって政友本党を結成した。だが、政友本党は国民の支持を得られずに勢力を減退、また路線対立から中橋・鳩山・元田らは次々と政友会に復帰した。昭和2年（1927年）、政友本党は憲政会と合同して立憲民政党を結成、山本は床次とともに最高顧問に就任した。だが、床次もまた政友会に復党してしまい、旧政友本党幹部で山本だけが民政党に取り残されることになったが、山本は1940年（昭和15年）の大政翼賛会結成による民政党解党まで同党に属することになった。
濱口雄幸遭難事件後には、仙石貢・濱口と3人で会談の場を持ち、濱口から総裁の後任を引き受けること、場合によっては総理大臣の大命を拝することを懇請された。しかし山本はこれを固辞して承諾せず、江木翼と安達謙蔵と相談の上、若槻禮次郎が再び総理大臣となった。五・一五事件後に成立した斎藤内閣では、民政党を代表する形で内務大臣に就任した。翌1933年（昭和8年）にはゴーストップ事件が発生し、陸軍と内務省の対立に発展したが、山本は一歩も譲らなかった。
山本は元警視総監・東京市長の伊沢多喜男の進言に従って官僚の身分保障規定（文官任用令11条）の復活を行って政党と内務官僚の関係を断ち切ろうとした。だが、内務官僚出身の農林大臣後藤文夫が画策する選挙粛正運動には政務次官斎藤隆夫や前述の伊沢とともに強く反対した。だが、軍部の政治介入の進行、民政党の解党によって政治的基盤を失った山本の政治的発言力は次第に失われていき、太平洋戦争敗戦とそれに続く日本国憲法公布に伴う貴族院と爵位の廃止といった流れを「政界の長老」として手をこまねいて見ているだけであった。貴族院議員の地位を失って半年後に92歳で死亡した。墓所は青山霊園(1ロ-1-6-4)。
昭和4年から昭和16年まで慶應義塾評議員会会長を務めた。

## 栄典
位階
- 1900年（明治33年）6月6日 - 従四位[7]
- 1911年（明治44年）9月2日 - 正四位[8]
- 1913年（大正2年）11月21日 - 従三位[9]
- 1944年（昭和19年）6月1日 - 正二位[10]

勲章等
- 1902年（明治35年）12月28日 - 勲三等瑞宝章[11]
- 1912年（大正元年）12月18日 - 勲二等瑞宝章[12]
- 1916年（大正5年）4月1日 - 旭日重光章[13]
- 1920年（大正9年）4月23日 - 勲一等瑞宝章[14]
- 1920年（大正9年）9月7日 - 男爵[15]、勲一等旭日大綬章[15]
- 1921年（大正10年）7月1日 - 第一回国勢調査記念章[16]
- 1925年（大正14年）1月14日 - 御紋付銀杯[17]
- 1936年（昭和11年）8月5日 - 勲一等旭日桐花大綬章[18]
- 1938年（昭和13年）2月11日 - 金杯一個[19]
- 1940年（昭和15年）8月15日 - 紀元二千六百年祝典記念章[20]
- 1945年（昭和20年）1月15日 - 御紋付木杯御絹[21]

外国勲章佩用允許
- 1913年（大正2年） - 赤十字記章
- 1914年（大正3年）4月7日 - イタリア王国：サンモーリス・エ・ラ・ザル第一等勲章[22]
- 1937年（昭和12年） - 満州国：勲一位景雲章

## 親族
- 孫・養嗣子 山本達郎（東洋史学者、東京大学名誉教授）
- 二女 広幡文子（侯爵・広幡忠隆の妻）[23]